# Balón de Oro (República Checa)

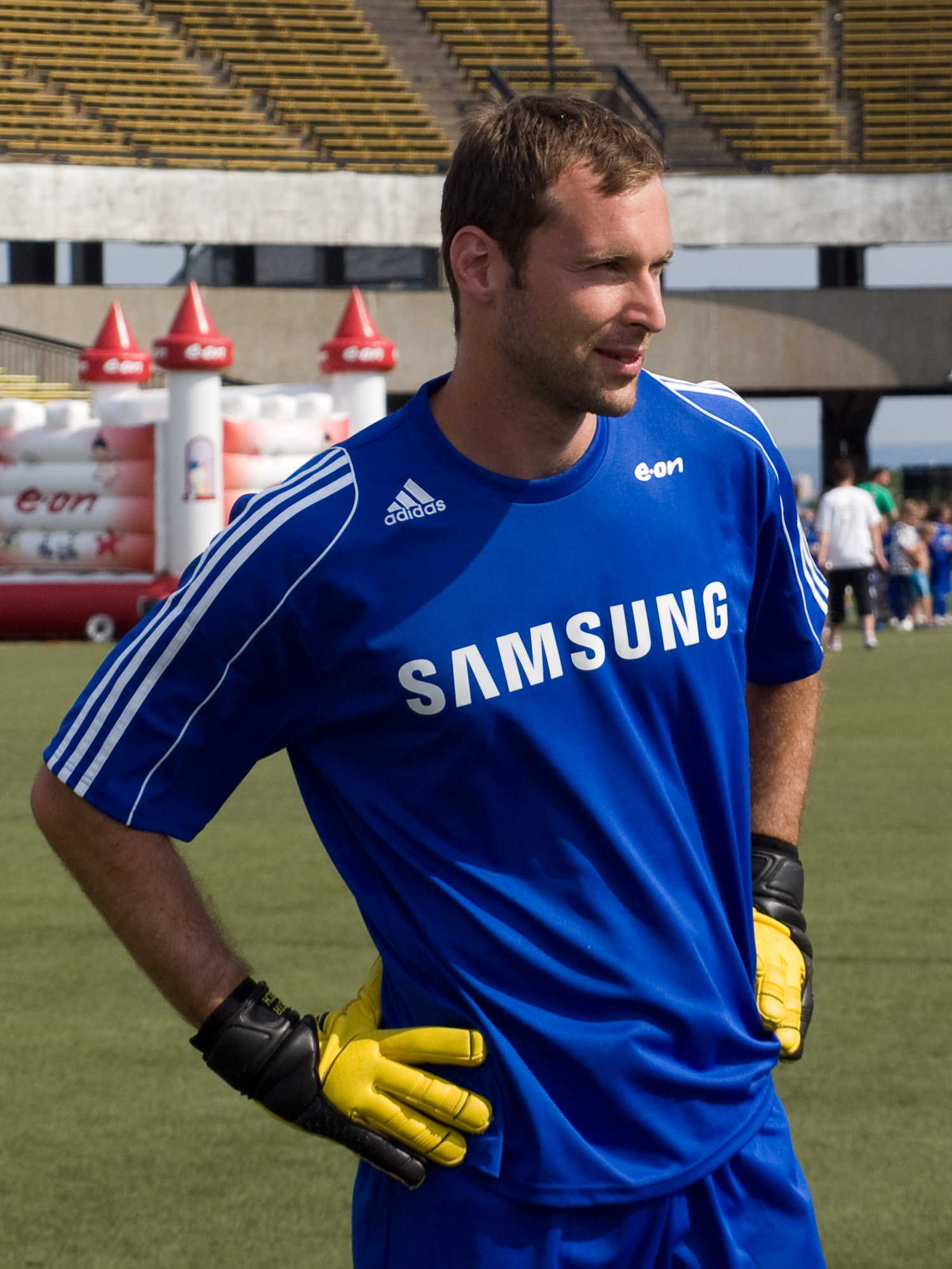
Petr Čech

El Balón de Oro de la República Checa (checo:Zlatý míč) es un premio concedido a votación por los periodistas deportivos de la República Checa. Son premiados los jugadores jóvenes, los entrenadores y también los mejores jugadores de la liga nacional y del resto de ligas.
| Año  | Balón de Oro                  | Revelación                                       | Entrenador                          |
| ---- | ----------------------------- | ------------------------------------------------ | ----------------------------------- |
| 2020 | Petr Čech (West Ham)          |                                                  |                                     |
| 2019 | Petr Čech (Sevilla)           |                                                  |                                     |
| 2018 | Petr Čech (Arsenal)           |                                                  |                                     |
| 2017 | Petr Čech (Arsenal)           |                                                  |                                     |
| 2016 | Petr Čech (Arsenal)           |                                                  |                                     |
| 2015 | Petr Čech (Sparta Praga)      |                                                  |                                     |
| 2014 | Petr Čech (Chelsea)           |                                                  |                                     |
| 2013 | Petr Čech (Chelsea)           | Stanislav Tecl (Vysočina Jihlava/Viktoria Plzeň) | Vítězslav Lavička (AC Sparta Praga) |
| 2012 | Petr Čech (Chelsea)           |                                                  | ?                                   |
| 2011 | Petr Čech (Chelsea)           | ?                                                | ?                                   |
| 2010 | Petr Čech (Chelsea)           | Matěj Vydra (Baník Ostrava)                      | František Komňacký (FK Jablonec)    |
| 2009 | Pavel Nedvěd (Juventus)       | Jan Chramosta (FK Mladá Boleslav)                | Karel Jarolím (Slavia Praga)        |
| 2008 | Petr Čech (Chelsea)           | František Dřížďal (Slavia Praga)                 | Karel Jarolím (Slavia Praga)        |
| 2007 | Petr Čech (Chelsea)           | Zdeněk Zlámal (Tescoma Zlín/Slovan Liberec)      | Vítězslav Lavička (Slovan Liberec)  |
| 2006 | Petr Čech (Chelsea)           | Marek Suchý (Slavia Praga)                       | Vítězslav Lavička (Slovan Liberec)  |
| 2005 | Petr Čech (Chelsea)           | Roman Bednář (Mladá Boleslav)                    | Karel Brückner (Selección checa)    |
| 2004 | Pavel Nedvěd (Juventus)       | Filip Dort (Opava)                               | František Komňacký (Baník Ostrava)  |
| 2003 | Pavel Nedvěd (Juventus)       | Mario Lička (Baník Ostrava)                      | Karel Brückner (Selección checa)    |
| 2002 | Petr Čech (Borussia Dortmund) | Rudolf Skácel (Hradec Králové/Slavia Praga)      | Ladislav Škorpil (Slovan Liberec)   |
| 2001 | Pavel Nedvěd (Lazio)          | -                                                | -                                   |
| 2000 | Pavel Nedvěd (Lazio)          | -                                                | -                                   |
| 1999 | Patrik Berger (Liverpool)     | -                                                | -                                   |
| 1998 | Pavel Nedvěd (Lazio)          | -                                                | -                                   |
| 1997 | Jiří Němec (Schalke 04)       | -                                                | -                                   |